# هنري هاريسون
هنري هاريسون (12 أبريل 1883 - 8 ديسمبر 1971) (بالإنجليزية: Henry Harrison)‏ هو لاعب كريكت بريطاني (وحمل سابقاً جنسية المملكة المتحدة لبريطانيا العظمى وأيرلندا).